# Roßleben
Roßleben là một thị xã in the Kyffhäuser district, ở bang Thüringen, Đức. Đô thị này có diện tích 33,42 km², dân số thời điểm ngày 31 tháng 12 năm 2006 là 5987 người. Đô thị này tọa lạc bên sông Unstrut, 22 km về phía đông nam của Sangerhausen.